# Etapa de Brasília da Fórmula Truck

Mapa do autódromo.

A  Etapa de Brasília da Fórmula Truck é um dos circuitos tradicionais da Fórmula Truck, realizada no Autódromo Internacional Nelson Piquet (Brasília), em Brasília, no Distrito Federal.
A Truck realiza provas em Brasília desde 2002, nesta primeira prova no conhecido anel externo a vitória foi de Beto Monteiro.

## Campeões
- 2002 - Beto Monteiro - Ford
- 2003 - Wellington Cirino - Mercedes-Benz
- 2004 - Renato Martins - Volkswagen